# 556 v.Chr.
Het jaar 556 v.Chr. is een jaartal volgens de christelijke jaartelling. 

## Gebeurtenissen

### Babylonië
- Kroonprins Labashi-marduk volgt zijn vader Neriglissar op als koning van Babylon.
- Labashi-marduk wordt in het koninklijk paleis door dienaren vermoord.
- Koning Nabonidus (556 - 539 v.Chr.) bestijgt de troon van Babylon.

### Griekenland
- De tiran Pisistratus wordt verdreven uit Athene en verbannen naar Euboea.

### Libanon
- Na zeven jaar wordt de monarchie in Tyrus hersteld.

## Geboren
- Simonides (556 v.Chr. - 468 v.Chr.), Grieks lyrisch dichter van Kos

## Overleden
- Labashi-marduk, koning van Babylon
- Neriglissar, koning van Babylon